# Suaeda dendroides
Suaeda dendroides là loài thực vật có hoa thuộc họ Dền. Loài này được (C.A.Mey.) Moq. miêu tả khoa học đầu tiên năm 1840.